# 梧桐湖
梧桐湖是一个位于中国湖北省鄂州、武昌县的湖泊，面积约为20平方千米。